# Ataúlfo Sánchez
Ataúlfo Sánchez Matulic (Buenos Aires, 16 marzo 1934 – Zárate, 3 febbraio 2015) è stato un allenatore di calcio e calciatore argentino di ruolo portiere.

## Carriera

### Calciatore
Soprannominato il Chulo, Sánchez era figlio di uno spagnolo e di una jugoslava.
Si forma nel Def. Unidos, entrando a far parte della prima squadra nel 1950, a soli sedici anni.
Acquistato nel 1954, dal 1957 al 1961 è nella rosa della prima squadra del Racing Club, pur continuando a lavorare come custode nella fabbrica di frigoriferi Smithfield sino al 1958. La sua militanza nel Racing fu segnata da un grave infortunio che lo fermò per lungo tempo. Con il Racing vince due campionati nel 1958 e 1961.
Dal 1962 al 1970 è in Messico, ove fa parte della rosa dell'América, con cui vince il campionato 1965-1966, primo campionato professionistico vinto dal club capitolino. Con la squadra vinse anche due coppe del Messico, nel 1964 e 1965. Per il suo rendimento fu soprannominato "Rey del Arco", ovvero il "re della porta".
In Messico giocò anche nel Necaxa.
Nel 1968 segue il suo allenatore dell'América Ángel Papadópulos presso gli statunitensi dei San Diego Toros, impegnati nella stagione d'esordio NASL. La squadra, dopo aver vinto la propria Division, raggiunse la finale del torneo perdendola contro gli Atlanta Chiefs.

### Allenatore
Lasciato il calcio giocato, torna al Racing nel 1970 come allenatore dell'Academia.
Successivamente fu preparatore per il Def. Unidos ed assistente di Humberto Maschio all'Independiente. Nel 1974 lasciò il mondo del calcio per divenire supervisore in un'azienda metallurgica.

## Palmarès
- Campionato argentino: 2

Racing: 1958 e 1961
- Campionato messicano: 1

América: 1965-1966
- Coppa del Messico: 2

América: 1963-1964 e 1964-1965